# Friedhof Lemförde
Der Friedhof Lemförde liegt im Flecken Lemförde im niedersächsischen Landkreis Diepholz. Er ist der Begräbnisplatz für die Verstorbenen aus der Kirchengemeinde Lemförde.

## Beschreibung
Der maximal etwa 170 Meter lange und maximal etwa 95 Meter breite Friedhof liegt an der Espohlstraße 25, südlich 1,0 km entfernt von der evangelisch-lutherischen Martin-Luther-Kirche.

## Besonderheiten
In der Friedhofsmitte ruhen 
- 41 deutsche Soldaten des Zweiten Weltkrieges, Schwerstverwundete, die in den Jahren 1942 bis 1945 im Reservelazarett Lemförde verstorben sind und auf diesem Friedhof beigesetzt wurden und
- zwei sowjetische Kriegsgefangene/Zwangsarbeiter.[1]